# Chiesa cattolica nel Giudicato di Arborea

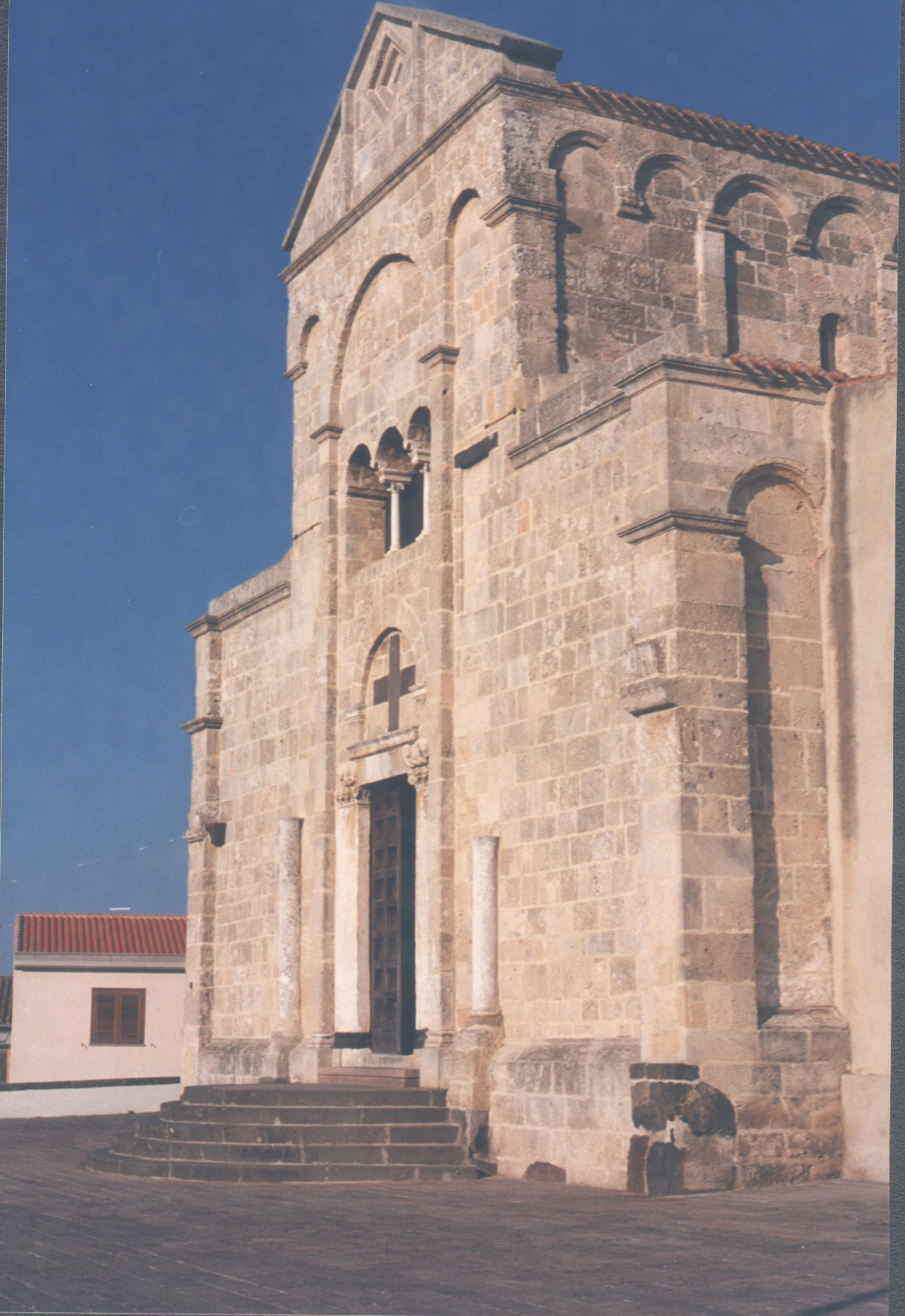
La basilica romanica di Santa Giusta, cattedrale dell'omonima diocesi.

La Chiesa cattolica nel Giudicato di Arborea era parte della Chiesa cattolica universale, sotto la guida spirituale del papa e della Santa Sede.

## Organizzazione ecclesiastica
Il territorio, nel 1420, anno della vendita del territorio alla Corona d'Aragona, era suddiviso in 4 diocesi, di cui una metropolitana:
- arcidiocesi di Arborea che aveva come suffraganee:
  - diocesi di Ales
  - diocesi di Santa Giusta
  - diocesi di Terralba

Fino al XIV secolo era assegnato all'arcivescovo di Arborea il titolo arcivescovile di Tiro.
Nel 1503, durante la dominazione aragonese, la diocesi di Ales è stata unit definitivamente alla diocesi di Terralba.
Dal 1968 Santa Giusta è una sede vescovile titolare, e attuale arcivescovo titolare, a titolo personale, è Luigi Gatti, nunzio apostolico in Grecia.